# Бање у Републици Српској
 Бање у Републици Српској су природни ресурси који се на овом простору користе за очување здравља и опоравак људи вековима и миленијумима. Данас су оне постале основа развоја и снажан елемент афирмације туристичке понуде Републике Српске и стварања туристичког производа здравственог туризма и његова два типа: медицинског и wellness. На просторима Републике Српске налази се девет изразито лековитих бања, највише у њеном северном делу, у прелепом природном окружењу, са благотворном климом, од којих се посебно издваја Бања Врућица која се од осталих бања разликује и по томе што има неопходну инфра и супра структуру. Поред бања постоји низ откривених извора минералне воде. Око бања које све више постају покретач развоја туризма у Републици Српској све више се развијају центри стационарног туризма, у којима туристичка сезона траје током целе године.

## Историја
Коришћење хидрогеолошких појава је почело веома давно. Претпоставља се да је коришћење топлоте вода термалних и термоминералних извора почело још пре откривања ватре. Археолошки докази показују да је коришћење термалних и термоминералних вода почело у Античко доба и да су тада постојала лечилишта, односно бање. Њихов значај је био велики, најпре због култа воде, нарочито природне термалне која непрестано извире, тако да су бројна насеља настала око тих хидрогеолошких појава. Тада је почела урбанизација и развој таквих локалитета као насеља општег типа, а касније и као чисто бањских насеља за лечење, опоравак, одмор и разоноду. Та традиција је наслеђена и без неких великих промена и на простору Републике Српске и провлачи и до нашег доба.
Бројна археолошка налазишта у Републици Српској сведоче о томе да се још у доба старих Римљана знало за лековитост термоминералних вода. Постојање ових римских насеља утврђено је седамдесетих година 20. века, приликом радова на изградњи Бањско-рекреационог центра Горњи Шехер, данас Српске Топлице када је откривено око 600 комада римских бакрених новчића који се повезују са коришћењем термалних вода и указују на обичај stipem iacere (римски обичај бацања новчића у изворе воде у славу божанства или здравља императора). Откриће новчића из периода Римске републике и Римског царства  (лат. Numerijanov antonijan-Numerianus antoninianus), указује на претпоставку да је на овом простору римски новац био у оптицају већ у другом веку старе ере, као и да је остао у оптицају све до Валентинијана Првог (365. године).
Лековиту воду користили су касније и Османлије, као и Аустроугари, тако да се Република Српска може похвалити дугом традицијом лечења термоминералним водама.
Данас су локалитети са лековитим изворима претворени у бањске центре са здравственим, рекреативним, смештајним и угоститељским садржајима.

## Геотермални ресурси Републике Српске
Геотермални ресурси Републике Српскераспоређене су у више зона и на више локација као термоенергетски искористиви потенцијали, који садрже чисто термалне воде са температуром већом од 200 °C и минерализацијом испод 1 g/l или термоминералну воду са температуром већом од 200 °C и минерализацијом изнад 1g/l. Укупни термоенергетски потенцијал Републике Српске није посебно анализиран, али се процењује, на основу постојећих извора и бушотина, на преко 1.000 МW-термалних. Према мишљењу Миошића (1982., 1984., 1985. и др) у Републици Српској на неким појавама и зонама постоје хидротермалне снаге које се могу применити у експлоатацији са минималним трошковима и без икаквих додатних истраживања.
Број локација са појавама термалних и термоминералних вода на територији Републике Српске знатно је већи, од оног који ће бити приказан у виду најзначајнијих бања. Такође треба истаћи да је искориштење ових вода недовољно, а везано за њихове квалитативне и квантитативне карактеристике.
Налазишта
На територији Републике Српске постоје богата;
Хидрогеотермална налазишта, или налазишта геотермалних вода
Петрогеотермална налазишта, у виду натпросечно загрејаних стенских маса без термалних вода.
За формирање хидрогеотермалних налазишта главну улогу имају: 
- стенске масе, као спроводници и резервоари на извесној дубини,
- дебеле наслаге хидро и термоизолаторских стенских маса ( и преко њих) попут изолатора који смањују губљење геотермалне енергије из резервоара.

Обе ове врсте стенских маса у хидрогеолошком смислу, заједно са другим чиниоцима чине хидрогеотермалне системе кроз које се врши сталан доток и проток масе и енергије. 
Индикатори постојања хидрогеотермалних система
Главни индикатори постојања хидрогеотермалних система су природне појаве геотермалних вода у виду извора и вештачке појаве у виду бушотина из којих истичу или се црпе геотермалне воде.
Природних извора геотермалних вода има највише у западном делу Републике Српске, а бушотина у њеном источном делу (Семберија).
У Дворовима се налази једина наменски бушена геотермална дубока бушотина, дубине 1.500 метара.
На територији општине Бијељина налазе се четири геотермална ресурса, па се она може сматрати као веома богато подручје и конкурентна регија.
Значај геотермалне енергије за животни стандарда
Допринос геотермалне енергије животном стандарду је велики у смислу јер:
- повећава квалитет живота,
- повећава квалитет становања,
- пружа рекреативне могућности,
- повећава квалитета животне средине,
- има привредни значај..

Могућности коришћења геотермалне енергије
Многобројне су могућности коришћења геотермалне енергије у Републици Српској: 
- бањски туризам,
- добијање топлоте за индустријске потребе,
- добијање топлоте за грејање и топлификацију, агрикултура, аквакултура, стаклене баште,
- рекреација и спорт.

Значај
Геотермална енергија има велику економску привлачност и представља значајну основу за привредни раст у Републици Српској, не само у туризму, балнеологији, агрикултури и аквакултури, него и у индустрији.
И поред тога, напред наведеног значаја геотермална енергија, она није у Републици Српској у потпуности искоришћена.

## Географски положај
Већина бања у Републици Српској налази се на северозападу, односно у непосредној близини Бања Луке:
- Бања Српске Топлице (Шехер мала), на обалама реке Врбас, само 7 км од центра Бања Луке, у једној од месних заједница у којој постоји 8 извора термоминералне воде температуре до 32оЦ.
- Бања Слатина је удаљена 12 км од центра Бања Луке и налази се у богатом природном окружењу.
- Бања Лакташи на око 20 км од Бањалуке у долини реке Врбас.
- Бања Кулаши, испод планине Љубић, у долини реке Укрине, у атару истоименог села, која је од Прњавора удаљена 14 км, а од Бања Луке 62 км.
- Бања Врућица  3 км од Теслића и 87 км од Бања Луке. То је највећи бањски центар у Републици Српској.
- Бања Мљечаница на северозападним обронцима планине Козаре, у близини Козарске Дубице.

Остале бање у Републици Српској налазе се на њеном североистоку и истоку у близини границе са Србијом:
- Бања Дворови, која се налази у Семберији, на крајњем североистоку земље, између две велике реке Дрине и Саве, 6 км од Бијељине, само десет километара од границе са Србијом, 52 км од Шапца, 130 км од Београда и 234 км. из Бања Луке.
- Бања Губер која припада општини Сребреница, удаљена  15 км од границе са Србијом, 75 км од Ужица, 80 км од Ваљева, 175 км од Београда и 256 км од Бањалуке. На овом подручју постоји укупно 48 извора лековите воде, од којих је најзначајнији извор „Црни губер“.
- Бања Вилина Влас у околини Вишеграда.
- Бања Кисељак код Зворник у планинском селу, 45 километара од Бијељине и 15 километара од Лознице.

## Списак регистрованих бања
У Републици Српској најзначајније су ниже наведене бање које су регистроване за обављање бањског и спортско-рекреативног вида туризма јер се у њима евидентира туристички промет:

#### 1. Бања Љешљани (Нови Град)
Бања Љешљани се налази на југозападним падинама планине Козаре, у истоименом селу  18 km од Новог Града, у непосредној близини магистралног пута Нови Град-Костајница. Поседује извориште термоминералне воде „Слатина“ која се успешно примењује код лечења кожних обољења и у козметичке сврхе.

#### 2. Бања Мљечаница (Козарска Дубица)
Бања Мљечаница се налази се на северозападним обронцима планине Козаре, у близини Козарске Дубице. Лековита вода бање Мљечаница позната је преко 5000 година. Новија истраживања овог локалитета урадили су бечки хемичари Е. Лудвиг и С. Кратзер од 1886. до 1889. године.
Вода бање Мљечаница је минерална, температуре 14 °C, по укусу сумпоровито горка. Минерална вода се може користи за купање, хидротерапију, за пиће и инхалацију.

#### 3. Бања Вилина Влас (Вишеград)
Бања Вилина Влас позната и као Вишеградска бања, је балнеолошко лечилиште у Подрињу, које је од Вишеграда удаљено неколико километара. У њој се налази извор минералне воде, температуре 34 °C, која се користи за лечење реуматичних, неуралошких и других болести.
Због бујне природе и погодне климе ова бања има карактеристике ваздушне бање.

#### 4. Бања Врућица (Теслић)
Бања Врућица представља највећи бањски центар у Републици Српској, најпосећенији туристички локалитет општине Теслић и водеће балнеоклиматско лечилиште у региону. Од центра Теслића је удаљена 3 км, а од Бања Луке 87 км.
Смештена је на обронцима планине Борја и спојена са пространом долином реке Усора. Налази се на надморској висини од 230 м, у природном окружењу шуме и бујног зеленила, са изворима термоминералних вода јединствених карактеристика.
Хотелски и термални комплекс Бања Врућица се простире се на површини од 740.000 м² у чијем саставу су хотели Кардиал, Херцеговина, Посавина и Србија, велнес центар, конгресне дворане опремљене најсавременијом опремом, терени за тенис, кошарку, одбојку, рукомет и мали фудбал, уређени паркови и стазе за шетање, трчање и бициклизам у укупној дужини од 7 км.

#### 5. Бања Дворови (Бијељина)
Бања Дворови смештена је на североистоку Републике Српске, у близини границе са Србијом, између две велике реке Дрине и Саве. Удаљена је  6 км од Бијељине, десетак километара од границе са Србијом, 52 км од Шапца, 130 км од Београда и 234 км од Бања Луке.
Прва сазнања о љековитости термалних вода „Бање Дворови” потичу из 1956. године. У потрази за нафтом, нафташи су направили бушотину у селу Дворови, јужно од ријеке Саве, из које је касније потекла врела минерална вода температуре 75 °C. По проналажењу врела минералне воде и њене анализе кренуло се у изградњу купатила и бањског објекта са резорвоаром за топлу воду. Поред бањског објекта 1968. године изграђен је отворени олимпијски базен са топлом водом. Слиједи изградња ресторана „Стара бања”, који сада носи име „Извор”, непосредно поред изворишта термоминералне воде. Године 1981. изграђен је мали дјечији базен .
Плански развој бање, изградња инфраструктуре и организована активност на развоју туристичко-угоститељске понуде започиње 1986. године, када је основана радна организација Бањско-рекреативни центар „Дворови”. 1989. изграђена су два средња базена (један с топлом, а други с хладном водом).
Лековита вода је олигоминерална и термална са температуром од 75оС и садржи натријум, калцијум, хидрокарбонат и хлорид. Користи се за лечење реуматизма, кожних болести, болести желуца, жучне кесе и жучних канала, као и за рехабилитације након повреда и хируршких захвата.

#### 6. Кисељак (Зворник)
У Бањи Кисељак код Зворника природа је била веома издашна у изворима минералне воде, а традиција коришћења топле минералне воде у Кисељаку је дуга. У овом планинском селу, 45 километара од Бијељине и 15 километара од Лознице, постоји девет извора који успешно лече многе болести.
Пре рата у Кисељак су долазили гости из Београда, Новог Сада и Шапца ради одмора и лечења, а љубазни домаћини су их дочекивали у лепо уређеним собама По сезони било је и по 17.000 туриста. Најчешће су боравили у селу, а многи су и носили у флашама минералну воду и настаљали лечење код куће. Путеви су били добри, а свака кућа је имала телефон. Уз мала улагања и јачи маркетинг, Кисељак би поново могао да постане оно што је некада био.
Вода са извора лечи малокрвност, болести желудца, бубрега, проблем вида, стерилитета. Температура вода у Кисељаку је од осам до 15 степени, а на дубини од 400 метара и до 40 степени.

#### 7. Слатина (Лакташи)
Бања Слатина је главно туристичко одредиште Слатине, основа туризма и окосница развоја Слатине. Термалну и лековиту воду у Слатини су открили Римљани. . О томе свједоче материјални докази - римски новчићи пронађени у термалним базенима.
Развој савремене Бање Слатина почиње с крај турске владавине - 1870-их. По записима свештеника Стевана Давидовића "Дође из Бањалуке један Турчин, Мехмед Чарџић и за једну ноћ огради велики простор око илиџе, који му послије раја искрчи и он то без икаквих права себи присвоји, те је сада толика земља око купатила његова
Модерна Бања Слатина је основана 1870-их.
Назив мјеста се кроз историју више пута мењао, па се Слатина некад звала Илиџа Слатина и Бања Слатина. У центру места налазе се базени са лековитом водом. У склопу бање је и реновирана болница опремљена најсавременијом опремом и ресторан „Парк“.
У непосредној близини Бање Слатине налази се шумски комплекс, парк-шума „Слатина” која је проглашена заштићеним подручјем са одрживим коришћењем природних ресурса. Поред већ препознатљивог кориштења љековите термоминералне воде и природног блата (пелоида), и слатинска шума се користити као природни ресурс не само за добробит пацијента Завода, него и свих грађана, посебно љубитеља природе и рекреативаца.
Вода у Бањи Слатини је добро минерализована (2,4 гр/л) калцијум и магнезијумом, хидрокарбонатна, сулфатна, угљенокисела (пХ вриједност 6,3) хипертермална, са температуром од 39 до 42,3 °C.
Индикације: болести упалног, дегенеративног, ванзглобног реуматизма, стања после повреда и траума (оперативно и неоперативно лијечених), стања послие оперативног лечења дискус хернија кичменог стуба, узнапредовалих дегенеративних промјена кукова и коlена (након уградње “вјештачких зглобова”), код функционалних и органских обољења периферних артеријских крвних судова и других болести локомоторног система.

#### 8. Бања Лакташи (Лакташи)
Бања Лакташи се налази у истоименој општини, у долини реке Врбас на јужном ободу Лијевче поља, између падина Козаре на западу и Црног врха на истоку, на 125m надморске висине. Са богатом и разноврсном традицијом овај бањско-туристички комплекс спада у ред најпознатијих у Републици Српској. Њену лековиту воду први су користили стари Римљани, а модеран развој бање отпочео је 1930. године.
Lековита вода Терме Лакташи припада категорији калцијум магнезијум хидрокарбонатних угљенокиселих олигоминералних хомеотерми, температуре око 31 °C. У анионско-катионском саставу доминирају јони калцијума и магнезијума који су веома  значајни за људски организам, као и хидрокарбонатни јони. Додатни квалитет представља количина раствореног угљен-диоксида од 1.25 г/л.
У балнеолошким терапијама користи се пијењем и купањем код следећих болести: обољења желуца и црева, болести бубрега и мокраћних канала, очне болести, обољења неуровегетативног система, психијатријске болести, ендокринолошке болести, кардиоваскуларна обољења, обољења на локомоторном апарату и професионална обољења.

#### 9. Бања Губер (Сребреница)
Бања Губер која се налази н истоку Републике Српске припада општини Сребреница. Удаљена је 15 км од границе са Србијом, 75 км од Ужица, 80 км од Ваљева, 175 км од Београда и 256 км од Бања Луке.
На овом подручју постоји укупно 48 извора лековите воде, од којих је најзначајнији извор „Црни Губер“. Лековита вода са овог извора има температуру од 12,40С, а карактеристична је по великом садржају гвожђа, тако да вода ове бање повољно делује код анемије, обољења штитне жлезде и обољења синуса.

#### 10. Српске Топлице
Српске Топлице (некада бања Горњи Шехер) је бања у месној заједници на подручју града Бање Луке. Смјештена је на обалама Врбаса у јужном делу (уже) територије града. У њој се налази 8 извора термалне воде са температуром воде до 34 °C. Неколико извора слободно отиче у реку Врбас на простору популарне плаже Врућица.

## Остале бање
На подручју Републике Српске постоје и још неке бање, међутим, оне нису званично регистроване, а њихов туристички промет је симболичан.

## Групација бања
Групација бања као посебно удружење организована је у оквиру Удружења за трговину, туризам и угоститељство при Привредној комори Републике Српске. Оснивачка седница одржана је 16. децембра 2015. године. На седници је усвојен Пословник о раду Групе, изабрано руководство и усвојен Програм рада Групе. Председник Групације је Александар Радошевић, директор Бање Врућица, и заменик председника Мирјана Чомић, директор Бање Лакташи.
Задатак
Групација је основана са задатком да:
- помаже бањама у унапређењу здравствене, туристичке, пословне и друге делатности,
- предлаже надлежним органима доношење, измену закона и прописа којима се уређује уређење, изградња, организација и функционисање бања и делатности у њима,
- сарађује са другим институцијама, организацијама и удружењима у Републици Српској и иностранству,
- ради на питањима развоја и унапређења ове делатности у Републици Српској.

## Проблеми
С обзиром на то да здравствени туризам у Републици Српској није довољан за убрзан раст и развој туризма у бањама, неопходно је проширити туристичке капацитете у бањама и обогатити туристички производ, уводећи нове видове туризма, као што су: 
- спортско-рекреативни,
- манифестациони,
- конгресни,
- културни,
- пословни,
- гастрономски,
- пустоловни,
- еколошки,
- образовни.